# Vorläufiger Reichswirtschaftsrat
Der Vorläufige Reichswirtschaftsrat (VRWiR) wurde am 4. Mai 1920 gegründet. Er war zunächst ein vorläufiger Ersatz für den in Art. 165 der Weimarer Verfassung vorgesehenen Reichswirtschaftsrat. Zur Ausfüllung dieses Verfassungsauftrags kam es jedoch nie. Der vorläufige Reichswirtschaftsrat bestand bis zur Auflösung durch die nationalsozialistische Regierung am 31. März 1934.

## Vorgeschichte
Davor hatte es im Jahr 1881 im Königreich Preußen einen sogenannten Volkswirtschaftsrat gegeben. Im Unterschied zum Reichswirtschaftsrat der Weimarer Republik hatte er nur beratende Funktion. Der 1881/82 gestartete Versuch auch einen Reichs-Volkswirtschaftsrat einzurichten, scheiterte am Bedenken des Reichstages. 1887 wurde er dann wieder aufgelöst, nachdem das Preußische Abgeordnetenhaus ihm die Mittel verweigert hatte.

## Entstehung
Forderungen nach einem Wirtschaftsparlament mit legislativen Vollmachten kamen während der Verfassungsberatungen von unterschiedlichen Seiten. Auf dem zweiten Kongress der Arbeiter-, Bauern- und Soldatenräte, der vom 8. bis 14. April 1919 stattfand, stimmten die Delegierten einem Antrag von Max Cohen-Reuß (MSPD) zu, der die Schaffung von Arbeitskammern vorsah. In der SPD selbst stieß dieser Beschluss auf Ablehnung, während er bei der äußersten Rechten auf Zustimmung stieß. Clemens von Delbrück (DNVP) sah in berufsständischen Kammern ein „Gegengewicht gegen die Überspannung des Parlamentarismus und gegen die Herrschaft des Parlaments.“
Eine Beschneidung der parlamentarischen Kompetenzen durch die Schaffung eines Wirtschaftsparlaments mit legislativen Vollmachten fand in der Weimarer Nationalversammlung keine Mehrheit. Der schließlich verabschiedete Art. 165 der Verfassung sah dann auch gesetzgeberische Rechte nicht mehr vor. Allerdings erhielt der Reichswirtschaftsrat das Recht Gesetze einzubringen und Gesetzesvorlagen zu begutachten, hatte aber nicht das Recht gegen die vom Reichstag verabschiedeten Gesetze ein Veto einzulegen.
In Fortwirkung des Gedankens der Rätebewegung der Novemberrevolution sah die Verfassung den Aufbau einer wirtschaftlichen Räteorganisation vor. Vorgesehen waren regionale und lokale Arbeiter- und Wirtschaftsräte mit dem Reichswirtschaftsrat als Dachorgan. Aber bereits seit 1919/20 wurden diese weitgehenden Pläne stillschweigend aufgegeben, auch wenn die SPD und die freien Gewerkschaften um 1924 zeitweise noch einmal regionale Gliederungen forderten.

## Zusammensetzung
Der vorläufige Reichswirtschaftsrat hatte die Aufgabe sozial- und wirtschaftspolitische Gesetzesentwürfe von grundlegender Bedeutung vor der eigentlichen parlamentarischen Beratung vom Standpunkt der Wirtschaft aus umfassend zu begutachten. Daneben hatte er ein – gegenüber dem vorgesehenen Reichswirtschaftsrat – eingeschränktes Initiativrecht, was in dieser Form eher ein Vorschlagsrecht darstellte. Außerdem wirkte er beim Aufbau der in Art. 165 der Verfassung vorgesehenen Arbeiterräte, Unternehmervertretungen und Wirtschaftsräte mit.
Der Rat bestand aus 326 Mitgliedern, die zunächst in 10 Berufs- und Vertretergruppen unterteilt waren. Entsandt wurden die Mitglieder von berufsständischen Interessenvertretungen und Fachverbänden. Hinzu kamen von der Reichsregierung und dem Reichsrat ernannte Mitglieder. Dem Rat gehörten 68 Vertreter der Land- und Forstwirtschaft, unter diesen 25 Arbeitnehmervertreter, 6 Vertreter von Gärtnerei und Fischerei, 68 Vertreter der Industrie, 44 aus Handel, Banken und Versicherungen, 34 Vertreter aus dem Verkehrsbereich und der öffentlichen Unternehmen. 36 Vertreter des Handwerks, unter diesen auch 22 Arbeitnehmer, 30 Interessenvertreter der Verbraucher, als Vertreter der freien Berufe und Beamten. Hinzu kamen zwölf vom Reichsrat ernannte Mitglieder aus dem regionalen Wirtschaftsleben sowie zwölf von der Reichsregierung ernannte Persönlichkeiten, etwa aus der Wissenschaft.
Da diese berufsständische Gruppenstruktur vor dem Hintergrund der Konflikte zwischen Arbeitgebern- und Arbeitnehmern sich nicht als funktionsfähig erwies, wurde der Rat später in drei Abteilungen (Unternehmer, Arbeitnehmer, nichtgewerbliche Vertreter) gegliedert.

## Organisation und Struktur
Hauptorgan des vorläufigen Reichswirtschaftsrats war die Vollversammlung. Die hohe Mitgliederzahl verhinderte jedoch deren effektives Arbeiten. Sie tagte lediglich 58 mal und wurde ab dem 29. Juni 1923 nicht mehr einberufen. Die Hauptarbeitsorgane waren daher die Ausschüsse, von denen der Wirtschaftspolitische Ausschuss, der Sozialpolitische Ausschuss und der Finanzpolitische Ausschuss die wichtigsten waren. Nachdem die Bildung von Ausschüssen, Unterausschüssen und Arbeitsausschüssen in den ersten Jahren stetig zunahm (53 im Jahr 1923), wurde die Anzahl auf elf beschränkt. Der Vorstand war für die Geschäftsführung zuständig und erließ Richtlinien zur einheitlichen Abfassung der Gutachten. Ab Mitte 1923 erteilte er statt der Vollversammlung die Zustimmung zur Weitergabe der Ausschussbeschlüsse an die Reichsregierung.
Die Geschäftspraktiken und Arbeitsmethoden innerhalb des vorläufigen Reichswirtschaftsrats, als auch in Zusammenarbeit mit der Reichsregierung und dem Reichstag mussten sich erst allmählich herausbilden. Die anfänglichen Schwierigkeiten begründen sich insbesondere auch darin, dass bislang kein Vorbild für eine solche Organisation vorhanden war.
Trotz umfangreicher Tätigkeit des vorläufigen Reichswirtschaftsrats blieb der tatsächliche Einfluss auf die Entscheidungen des Parlaments eng begrenzt. Von einer gewissen Bedeutung war eine zwischen 1928 und 1932 durchgeführte große Wirtschafts- und Sozialenquête.

## Debatte um die Umsetzung des Verfassungsauftrages
Der Verfassungsausschuss des vorläufigen Reichswirtschaftsrats erarbeitete Leitsätze über die Bildung des endgültigen Reichswirtschaftsrats. Einigkeit herrschte darüber, dass dieser aufgrund einiger Mängel nicht ein genaues Abbild des vorläufigen Reichswirtschaftsrats werden dürfe. So sollte die Mitgliederzahl auf die Hälfte verringert werden und Fachausschüsse nur noch bei Bedarf unter Hinzuziehung von Sachverständigen ohne Stimmrecht bestellt werden. Hauptarbeitsorgane sollten auch weiterhin die Ausschüsse sein und eine Beratung in der Vollversammlung nur bei Bedarf stattfinden. Erneut kam die Frage nach der staatsrechtlichen Stellung des Reichswirtschaftsrats auf. Die Entscheidung fiel auch dieses Mal gegen eine mitbeschließende zweite Gesetzgebungskammer und für ein gutachterlich tätiges Organ. Allerdings sollte der Reichswirtschaftsrat als Gesamtvertretung des deutschen Wirtschaftslebens an der Gesetzgebung und Verwaltung des Reiches auf wirtschafts- und sozialpolitischem Gebiet mitwirken und bereits in die Ausarbeitung der Gesetzesentwürfe einbezogen werden.
Die Debatte um die endgültige Form des Reichswirtschaftsrats dauerte bis 1930 an, bis ein Gesetzentwurf nach langen Vorarbeiten zur Abstimmung stand. Zwar fand er am 14. Juli 1930 eine Mehrheit im Parlament, da es sich aber um eine Verfassungsänderung gehandelt hätte, wäre eine Zweidrittelmehrheit erforderlich gewesen. Bis zum Ende der Republik wurde kein nennenswerter neuer Anlauf mehr unternommen.
Im April 1933 wurde die Amtszeit sämtlicher Mitglieder des Reichswirtschaftsrats per Gesetz beendet und der Reichswirtschaftsminister zur Berufung von 60 Personen als Mitglieder des vorläufigen Reichswirtschaftsrats ermächtigt. Ein Jahr später wurde er ganz aufgelöst.

## Sitz

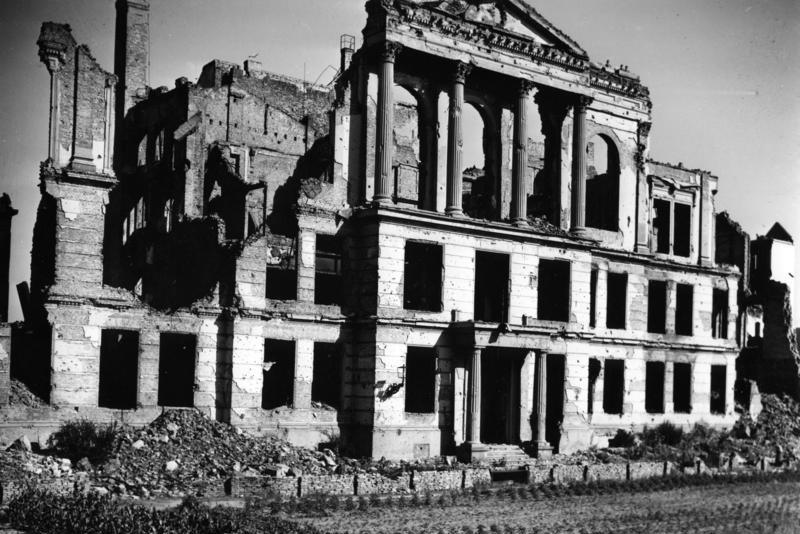
Ruine des Volksgerichtshofs, in der Berliner Bellevuestraße, 1951

Der Vorläufige Reichswirtschaftsrat nutzte das Gebäude des 1924 aufgelösten Wilhelmsgymnasiums. Nach Auflösung des Reichswirtschaftsrats zog der Volksgerichtshof in das Gebäude ein. Es wurde 1945 zerstört. Die Ruine wurde in den 1950er Jahren beseitigt.

## Ähnlichkeiten
Ein vergleichbares Organ war der Bundeswirtschaftsrat in der Maiverfassung des austrofaschistischen Ständestaat (Österreich). Im Unterschied zum Reichswirtschaftsrat konnte er keine Gesetzesvorschläge einreichen, sondern nur über jene der Bundesregierung beraten. Die Entscheidung oblag dem  Bundestag, welcher im Gegenzug nicht beraten durfte. Darüber hinaus gehörten alle Mitglieder der Einheitspartei Vaterländische Front an.